# Антон Іринкович
Антон Іринко́вич (нар. невідомо — пом. після 1565 року Львів) — український богоявленський парох, релігійний та культурний діяч.
За його участі при церкві Богоявлення організовується в 1546 році школа для дітей. У 1540-х роках Антон Іринкович організував переписування шести богослужбових книг Міней. Дві з яких скопіював власноруч: Мінея на листопад-грудень у 1543 році та Мінея на січень-лютий 1548 року. Це є найдавніші літописні записки Галичини, текст яких дійшов до сучасності. На останньому аркуші Іринкович дописав: «Того року била великая война у Москві с кралем полским Жикгимонтом, з того тиж року волоокій побрал Покутє і Галич випалил мсца іюл в 13 на стого пророка Іліи». У цих переписах залишив історичні відомості та відомості релігійного значення. У цих нотатках іменує себе як:

| поп львівський і родич (1543) | 
| родич і дідич львівський (1548) |
Таке іменування є ознакою належності до спадкової священицької родини. У 1565 році священник відломився від свого імені та імені своїх шістьох дітей. Продав на суму 120 злотих свій будинок поряд з церквою та городом на Галицькому передмісті богоявленській громаді. Завдяки цьому богоявленська громада дозволила мешкати Антону Іринковичу у цьому будинку до його смерті. Помер у Львові після 1565 року.